# Romeo Drucker
Romeo Drucker, slovensko-hrvaški violinist, * 23. maj 1956, Rijeka.
Violinist Romeo Drucker je studiral pri prof. Dejanu Bravničarju na ljubljanski Akademiji za glasbo. Izpopolnjeval se je v Nemčiji in Italiji pri znanemu violinistu in pedagogu prof. Grigoriju Žislinu. Dobitnik dveh Prešernovih nagrad - Akademije za glasbo in Univerze v Ljubljani, ter nagrade Prešernovega sklada za leto 2001 kot član kvarteta Tartini. Že kot student je postal član orkestra Slovenske filharmonije v katerem je igral polnih 20 let od tega 17 let kot vodja drugih violin. Kot solist je nastopal z orkestrom Slovenske filharmonije, komornim ansamblom Slovenicum, orkestrom Camerata Carinthia, orkestrom opere I. Zajc na Reki in dr....
Od ustanovitve leta 1983 je član godalnega kvarteta Tartini s katerim redno koncertira doma in v tujini. Od leta 1993, ko je zapustil službo pri orkestru Slovenske filharmonije, deluje kot svobodni umetnik solistično in v komornih skupinah. Od leta 2004 deluje tudi kot koncertni mojster Orkestra Opere Hrvaškega Narodnega gledališča Ivana pl. Zajca na Reki.
Leta 2007 je kot prvi violinist v različnih komornih sestavih ( klavirski trio, godalni kvartet in klavirski kvintet ) gostoval na Japonskem.
Snemal je za založbe RTV Slovenija, Stradivarius - Milano, Thymallus - Milano, ter za različne radijske in TV postaje
Član in soustanovitelj godalnega kvarteta Slovenske filharmonije - predhodnika današnjega godalnega kvarteta Tartini.